# Esu
Pour les articles homonymes, voir esu.

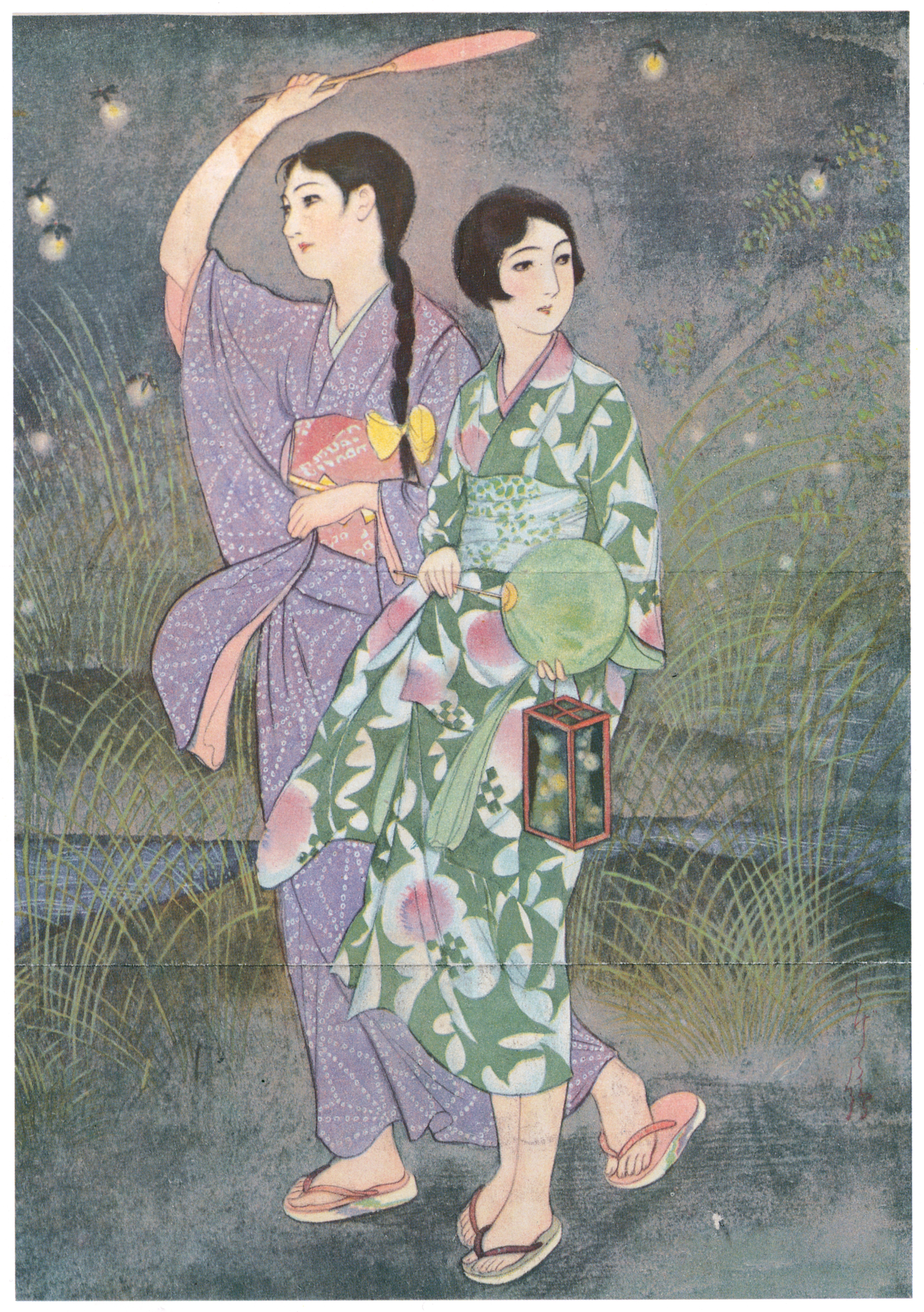
Hotaru kari, peinture lyrique représentant un couple de shōjo, par Shigeru Sudō, 1926.

Le Esu (エス), aussi connu sous le nom de Class S (クラスS, Kurasu Esu), désigne une pratique sociale née dans le Japon du début du XXe siècle, ainsi qu'un genre littéraire traitant de cette pratique. Cette pratique désigne spécifiquement les relations intimes partagées entre deux écolières d'âge différent, où la plus âgée est la onē-sama (お姉さま, grande sœur) de la plus jeune, qualifiée de imōto (妹, petite sœur).

## Étymologie
Esu est un terme wasei-eigo signifiant « S », initiale du mot anglais sister (sœur).
Le « S » peut aussi faire référence à d'autres mots : shōjo (少女, jeune fille), sexe, schön (« Beau » en allemand), et esukeipu (エスケイプ, évasion).

## Pratique sociale

### Description
L'histoire du esu est intimement liée à la scolarisation des filles au Japon : le pays entre dans un processus de modernisation au début de l'ère Meiji en 1868. En 1872 l'école élémentaire devient obligatoire pour les garçons et filles, mais l'éducation publique supérieure reste réservée aux garçons, aussi des écoles privées, généralement créées par des missionnaires chrétiens, sont ouvertes aux filles. La scolarisation des filles se répand lentement dans le pays : environ 4 % en 1905, 12 % en 1920, 16 % en 1930 et 25 % en 1945.
Dans ces écoles l'environnement est exclusivement féminin, et les filles sont formées pour devenir des ryōsai kenbo (良妻賢母, « bonne épouse, sage mère »), aussi les élèves sont encouragées à créer des relations de type esu, où une élève d'âge supérieur décide de devenir la onē-sama (お姉さま, grande sœur) d'une élève plus jeune, qualifiée de imōto (妹, petite sœur). Cette relation basée sur le principe du ren'ai (恋愛, amour spirituel) est intime et intense, et doit servir « d’entraînement à aimer son mari et ses enfants ». La onē-sama doit servir de guide et de protectrice pour sa imōto. C'est une relation inégale mais qui est censée être émotionnellement forte et chaleureuse. Bien qu'intense la relation est faite pour s'arrêter au moment où la onē-sama quitte l'établissement à la fin de ses études, la imōto peut alors décider de se trouver une petite sœur.
Toutefois en 1937 le gouvernement interdit les relations de type esu lors de l'entrée du pays dans la guerre sino-japonaise, ce type de relation étant jugé comme étant « inapproprié ». Après la fin de la guerre en 1945 les relations esu sont restaurées, mais perdent en importance du fait de la généralisation des écoles mixtes, où les relations filles-garçons sont privilégiées sur les relations filles-filles ou garçons-garçons. Mais aujourd'hui encore ce type de relation existe toujours.

### Esuet lesbianisme
S'il est de nos jours tentant de qualifier les relations esu de lesbianisme, il faut savoir que le concept de rezubian (レズビアン, lesbienne) n'existait pas dans le Japon d'avant-guerre, aussi comme le fait remarquer Deborah Shamoon on ne peut appliquer un concept social là où il n'existait pas. À l'époque les relations esu étaient perçues comme étant du dōseiai (同性愛, Amour pour le même sexe), un amour passionnel mais platonique, voire spirituel, un type de relation jugé comme « non-pathogène » et même considéré comme normal dans la vie d'adolescent, apparaissant comme une « phase » qui doit disparaître à l'âge adulte. Si la relation prenait une dimension physique elle était alors qualifiée de ome no kankei (雄雌の関係, Amour entre homme et femme), c'est-à-dire une imitation de l'amour hétérosexuel similaire aux relations butch-fem en Occident, une telle forme d'amour entre femmes était jugée comme « pathogène » et réprimée socialement. Aussi si les filles développaient une relation physique, cela devait rester secret.
En 1911 un double suicide de deux écolières fait sensation à Niigata, et dans les années qui suivent des suicides similaires se multiplient, il est généralement considéré que ces suicides sont liés aux relations esu, les filles n'acceptant pas leur séparation. Ces suicides successifs ternissent l'image des relations esu et mènent à leur bannissement lors de l'entrée en guerre du pays. Hiruma Yukiko considère que ces suicides marquent la « découverte » de l'homosexualité féminine dans le cadre des études de genre japonaises.
Par ailleurs la littérature esu contient des traces de lesbianisme. Nobuko Yoshiya, l'une des auteurs esu les plus populaires, est lesbienne. La nouvelle Kibara du recueil Hana monogatari décrit un baiser entre deux adolescentes, et à la fin de la nouvelle Yaneura no Nishojo les deux protagonistes décident de vivre ensemble en coupant toute relation avec leur famille.

## Genre littéraire
Les esu apparaissent dans la shōjo shōsetsu, la littérature pour filles, ces textes étaient publiés dans des magazines féminins comme peuvent l'être Shōjo no tomo (1908-55) ou encore Shōjo Club (1923-62). Du fait que le lectorat était majoritairement constitué par les élèves d'écoles pour filles le genre esu se généralise rapidement dans les magazines, à tel point que dans les années 1930 la majorité des histoires publiées par Shōjo no tomo étaient des esu.
L'interdiction de la pratique du esu en 1937 provoque de fait la disparition des histoires esu du paysage littéraire. Après la guerre les histoires esu réapparaissent dans la littérature, mais aussi dans le monde du manga, comme Sakura namiki en 1957. Mais avec la généralisation des écoles mixtes le genre connait un déclin rapide, remplacé par les romances hétérosexuelles qui deviennent populaires auprès du lectorat féminin.
Le esu est considéré comme étant l'ancêtre du genre manga/littéraire yuri. C'est d'ailleurs à travers les œuvres yuri que la thématique du esu réapparaît, ainsi Maria-sama ga miteru, un roman yuri publié en 1998 marque le « retour du esu » selon la presse japonaise.